# Rockin' All Over the World (album)
Rockin' All Over the World je desáté studiové album anglické rockové skupiny Status Quo, vydané v roce 1977. Album produkoval Pip Williams, který, mimo Status Quo, také spolupracuje se skupinou The Moody Blues.

## Seznam skladeb
1. "Hard Time" (Rossi/Parfitt) - 4:45
2. "Can't Give You More" (Rossi/Young) - 4:15
3. "Let's Ride" (Lancaster) - 3:03
4. "Baby Boy" (Rossi/Young) - 3:12
5. "You Don't Own Me" (Lancaster/Green) - 3:03
6. "Rockers Rollin'" (Parfitt/Lynton) - 4:19
7. "Rockin' All Over the World" (Fogerty) - 3:36
8. "Who Am I" (Williams/Hutchins) - 4:30
9. "Too Far Gone" (Lancaster) - 3:08
10. "For You" (Parfitt) - 3:01
11. "Dirty Water" (Rossi/Young) - 3:51
12. "Hold You Back" (Rossi/Parfitt/Young) - 4:30

## Sestava
- Francis Rossi - kytara, zpěv
- Rick Parfitt - kytara, zpěv
- Alan Lancaster - baskytara, zpěv
- Andy Bown - klávesy
- John Coghlan - bicí